# Pogonotriccus orbitalis
El  orejerito de anteojos (en Ecuador) (Pogonotriccus orbitalis) también denominado atrapamoscas de anteojos (en Colombia), moscareta-cerdosa de anteojos (en Perú) o atrapamoscas espectacular, es una especie de ave paseriforme de la familia Tyrannidae, perteneciente al género Pogonotriccus, anteriormente colocada en el género Phylloscartes por diversos autores. Es nativo de regiones andinas del oeste de América del Sur.

## Distribución y hábitat
Se distribuye localmente por los Andes orientales del extremo sur de Colombia hacia el sur hasta el este de Ecuador, y desde Perú (al sur desde el sur de Amazonas) hacia el sur hasta Bolivia (La Paz, Cochabamba).
Esta especie es considerada poco común en sus hábitats naturales: los estratos medio y bajo de bosques montanos de piedemonte y de baja altitud, principalmente entre los 700 y los 1400 m.

## Sistemática

### Descripción original
La especie P. orbitalis fue descrita por primera vez por el ornitólogo alemán Jean Cabanis en 1873 bajo el nombre científico Campsiempis orbitalis; su localidad tipo es: « Monterico, Perú».

### Etimología
El nombre genérico masculino «Pogonotriccus» se compone de las palabras del griego «pōgōn, pōgonōs» que sinifica ‘barba’, y «τρικκος trikkos»: pequeño pájaro no identificado; en ornitología, triccus significa «atrapamoscas tirano»; y el nombre de la especie «orbitalis» en latín medio significa ‘de los ojos’.

### Taxonomía
Esta especie, que exhibe características morfológicas y comportamentales diferenciadas, ya era situada en el género Pogonotriccus por el Congreso Ornitológico Internacional (IOC),  así como por diversos otros autores, y en Phylloscartes por otros. Finalmente, los amplios estudios genéticos de Harvey et al. (2020) confirmaron que Phylloscartes y Pogonotriccus constituyen dos clados diferentes. Sobre estas evidencias, el Comité de Clasificación de Sudamérica (SACC), en la Propuesta No 959 reconocío la inclusión de esta y otras especies en Pogonotriccus.
Es monotípica.